# Hrádecká bahna
Hrádecká bahna jsou přírodní památka v okrese Rokycany, při severovýchodním okraji města Hrádek v katastrálním území Hrádek u Rokycan mezi říčkou Klabavou a železniční tratí Rokycany–Nezvěstice. Chráněné území je v péči Krajského úřadu Plzeňského kraje. Důvodem ochrany jsou vlhké louky se vzácnou květenou.